# (74147) 1998 QR86
(74147) 1998 QR86 – planetoida z pasa głównego asteroid okrążająca Słońce w ciągu 4,5 lat w średniej odległości 2,72 j.a. Odkryta 24 sierpnia 1998 roku.